# Nucci
Nucci, pseudonimo di Igor Panić (in serbo Игор Панић?; Belgrado, 10 agosto 1996), è un cantante, rapper e produttore discografico serbo.

## Biografia
Igor Panić è noto al pubblico come Nucci. L'artista ha spiegato l'origine del suo nome d'arte raccontando come, durante le scuole superiori, un suo amico in stato di ebbrezza l'ha chiamato Panući. Ha affermato di essersi a lungo contrariato al soprannome precitato e di averlo preso realmente in considerazione una volta iniziato a registrare canzoni in modo serio. Decidendo dunque di togliere Pa e di lasciare Nući, ha terminato col scegliere Nucci basandosi su una mera questione di estetica.
Ha frequentato la scuola primaria Jovan Serija Popović nella città natia e, terminato il suo percorso formativo superiore, si è diplomato al liceo Četvrta beogradska gimnazija.
Nucci si è fatto notare nel 2020 quando ha presentato al pubblico il suo singolo Bebo, il quale è stato un trampolino di lancio per il successo. Da allora ha raggiunto grandi traguardi e nel tempo ha guadagnato sempre più seguaci, ad oggi è infatti uno dei rapper più ascoltati della penisola balcanica.

### Carriera
Sin dal periodo adolescenziale, Igor ha iniziato a interessarsi alla musica. In un primo momento si è dedicato alla scrittura di testi di canzoni, pubblicando nel 2011 il suo primo singolo. In seguito, si è preso frequenti pause, siccome, affiancato dal fratello Marko, si è immerso nel mondo della produzione e registrazione di video. I due hanno infatti fondato una società nell'ambito e hanno lavorato per musicisti di grande rilievo, quali: Aca Pejović, Sergej Ćetković e Saša Matić. Nucci ha curato la produzione video dell'intero album Arrested, Condemned?  di Relja Torinno e Lucky Sosa. Inoltre, ha realizzato anche vari video musicali per differenti artisti. A titolo esemplificativo: Lobanja di Kobrica o Koraci u noći di Voyage, Breskvica e Vuk Mob.
Durante il 2019, ha ricominciato a pubblicare nuovi brani e ha avviato la collaborazione con la casa discografica Generacija Zed.
Nel giugno 2020, ha pubblicato Bebo, il brano che ha dato una svolta alla sua carriera. Lui stesso ne ha scritto il testo durante la quarantena dovuta al COVID-19, mentre l'arrangiamento è stato curato da Popov di Generacija Zed. L'artista ha dichiarato che, mentre stava lavorando alla canzone precitata, era certo del suo potenziale e del fatto che sarebbe stata diversa dalle altre. Ha ipotizzato due scenari: o non sarebbe stata capita o avrebbe riscontrato un grande successo. A distanza di qualche mese ha trionfato nuovamente con Uđi na wa, che ad oggi conta ben 41 milioni di visualizzazioni su YouTube. Puntando sempre più in alto, Nucci ha pubblicato nello stesso anno le canzoni Hawanae e Bambi (duetto con Popov).
Nel 2021 ha collaborato con i produttori di Južni vetar registrando la canzone Yugozapad, la quale fa parte della colonna sonora della seconda parte del film, ovvero di Južni vetar 2: Ubrzanje.
Nell'anno successivo ha presentato al pubblico Crno oko, che ha ottenuto più di 2 milioni di visualizzazioni in cinque giorni. La canzone Gad, frutto di una delle numerose collaborazioni col collega e amico Voyage, ha mantenuto la prima posizione per cinque settimane consecutive nella classifica musicale croata Croatia Songs.
Panić ha inoltre fatto la sua prima apparizione in televisione nel 2022, interpretando se stesso nella serie televisiva U klinču, trasmessa da RTS.
Nel 2023 ha pubblicato il brano Rajske Kise, lo stesso è stato ascoltato oltre 900 mila volte su YouTube a distanza di soli due giorni dalla sua diffusione. Nel medesimo anno ha lavorato con Zera al singolo Frauen e ha partecipato al primo album in studio di Devito. Ha inoltre collaborato con la cantante croata Severina, presentando la canzone Metak che ha presto occupato il primo posto nella lista delle più ascoltate su YouTube in Croazia. Nel mese di ottobre del 2023, Nucci e Voyage, i due più grandi nomi della scena trap serba, hanno tenuto a Belgrado il loro primo concerto da solisti chiamato Nucci x Voyage & Friends: Balkan daje sve.
Igor ha deciso di lanciarsi in nuovo business, il 14 febbraio 2024 ha infatti inaugurato a Belgrado un fast food chiamato Oči gladne. Qualche mese più tardi ha preso parte a Stro6eri, il primo EP del collega Relja Popović, cantando con lo stesso il brano Omb. Successivamente ha lavorato con Tea Tairović, dalla loro collaborazione è nato il pezzo TeaNucci, l'unico duetto presente nel terzo album in studio della cantante. Nel mese di ottobre del 2024, l'artista ha pubblicato il suo primo album in studio, Zamena za bol, composto da 12 tracce.

## Discografia

### Album in studio
- 2024 – Zamena za bol
- 2025 – Trilogy

### Album dal vivo
- 2021 – Nucci: Music Week
- 2022 – Nucci & Voyage: Music Week (con Voyage)
- 2023 – Nucci & Voyage: Belgrade Music Week 2023 (con Voyage)

### Singoli

#### Come artista principale
- 2017 – Cayenne
- 2018 – Gram
- 2019 – Hotline
- 2019 – Sve zbog tebe (con Kobrica)
- 2020 – Bebo
- 2020 – Udji na wa
- 2020 – Warm Up
- 2020 – Hawanae
- 2020 – Bambi (con Popov)
- 2021 – Vroom
- 2021 – Bibi
- 2021 – Bebo 2
- 2021 – Balkan (con Voyage)
- 2021 – Yugozapad
- 2021 – Localo
- 2022 – Crno oko
- 2022 – Gad (con Voyage)
- 2022 – Bebo 3
- 2022 – Skankovi hibridi (con Seksi e Biba)
- 2022 – Zovite doktore (con Relja Popović)
- 2022 – Opanci
- 2022 – Đerdan (con Sanja Vučić)
- 2023 – Bella Hadid (con Voyage)
- 2023 – Automatti
- 2023 – Rajske kise
- 2023 – Frauen (con Zera)
- 2023 – Chigirigi
- 2023 – Periferija (con Voyage)
- 2024 – Duni, duni
- 2024 – BeBo 4

#### Come artista ospite
- 2023 – Daytona (Devito feat. Nucci)
- 2023 – Metak (Severina feat. Nucci)
- 2023 – Ruzmarin (Sanja Vučić feat. Nucci)
- 2024 – Omb (Relja Popović feat. Nucci)
- 2024 – TeaNucci (Tea Tairović feat. Nucci)
- 2025 – Ceo fazon (Biba feat. Nucci)
- 2025 – Jebiga (Bausa feat. Nucci e Voyage)